# Elacatinus gemmatus
Elacatinus gemmatus är en fiskart som först beskrevs av Ginsburg, 1939.  Elacatinus gemmatus ingår i släktet Elacatinus och familjen smörbultsfiskar. Inga underarter finns listade i Catalogue of Life.